# Iglesia de la Vera Cruz (Segovia)
La iglesia de la Vera Cruz, anteriormente conocida como del Santo Sepulcro, es un templo católico situado en el barrio de San Marcos de la ciudad de Segovia, en la comunidad autónoma de Castilla y León, en España. Está situada al norte de la ciudad, muy cerca del convento de San Juan de la Cruz, en la ladera que asciende hasta Zamarramala, localidad de la que fue, durante siglos, iglesia parroquial.
Es una singular  edificación de estilo románico declarada Monumento nacional en 1919.  Consta de una nave con planta dodecagonal que circunda a un pequeño templete (edículo) central de dos plantas, a la cual se le añadieron los ábsides y la torre. Es uno de los templos de este estilo mejor conservados de Europa. 

## Historia

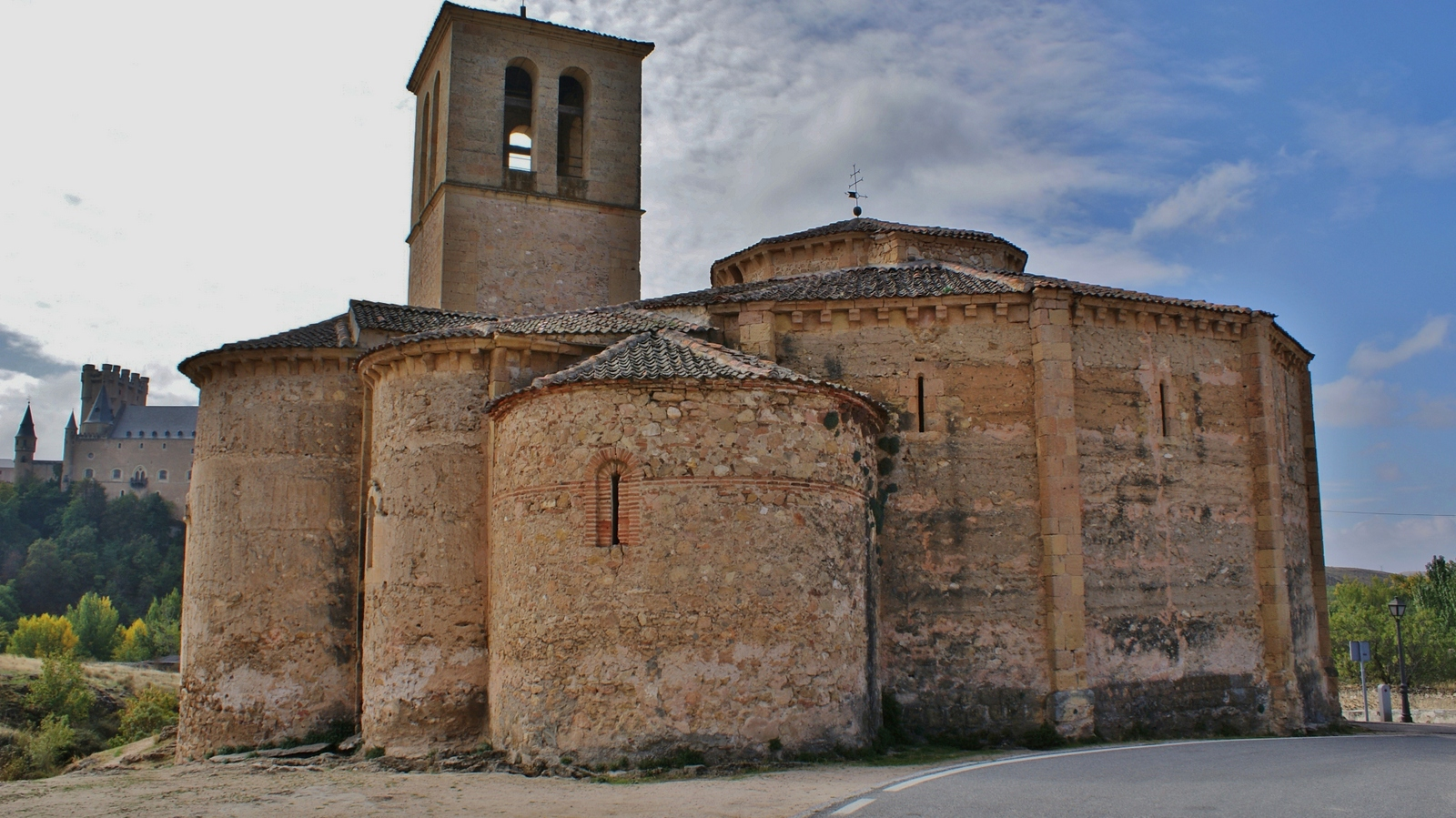
La iglesia de la Vera Cruz, en Segovia

La construcción de este templo ha sido tradicionalmente atribuida a los Templarios, pero actualmente se cree que fue la Orden del Santo Sepulcro de Jerusalén la que realizó su construcción y que dependió, como encomienda, de la colegiata de Toro (Zamora).
El templo fue dedicado el 13 de abril de 1208, tal y como atestigua la lápida que se halla frente a la puerta lateral en el templete que narra 

Los fundadores de este templo sean colocados en la sede celestial, y los que se extraviaron les acompañen en la misma. Dedicación de la iglesia del Santo Sepulcro. En los Idus de abril, era de 1246 (transcripción del original en latín).

En 1216 el papa Honorio III concedió como reliquia una trozo de la cruz de Cristo, el lignum crucis,  al templo. Dicha reliquia se llevó en 1692 a la nueva iglesia parroquial de Zamarramala donde aún se conserva.
En el año 1531 y como resultado de la unificación de la Orden del Santo Sepulcro con la Orden de San Juan de Jerusalén pasó a depender de la Soberana Orden Militar y Hospitalaria de San Juan de Jerusalén, de Rodas y de Malta.
Al edificio original se le añadió un ábside que en la actualidad se utiliza como sacristía, posteriormente se le añadió la torre, que en un primer momento estuvo separada del templo, y más tarde los tres ábsides que conforman la cabecera de la iglesia actual.
En 1692, cuando se levantó la iglesia parroquial en la localidad, dejó de ser parroquia de Zamarramala pasando a estar bajo la titularidad de la Virgen de la Paz, cuya imagen, de estilo románico y realizada en piedra, preside uno de los ábsides.
En 1836, por la desamortización de Mendizábal,  fue intervenida por el estado y salió a subasta pasando a ser usada como pajar. Recuperada para el culto a principios del siglo XX, fue declarada Monumento Nacional por Real Orden del 4 de junio de 1919. El 31 de mayo de 1951 volvió a tomar posesión de ella la Orden Militar y Hospitalaria de San Juan de Jerusalén, de Rodas y de Malta, que se encarga de su conservación y custodia.

## Arquitectura

Planta de la iglesia

El templo está realizado en estilo románico, ya en transición al gótico, con una nave de planta dodecagonal, que circunda un edículo de dos alturas, a la que se han añadido tres ábsides, una sacristía semicircular y una torre de planta cuadrada.
Este tipo de construcciones, que tienen como antecedente directo los baptisterios romanos de los primeros tiempos del cristianismo, fue muy utilizado por diferentes Órdenes Cruzadas. Se estima que se tomó como ejemplo la Mezquita de la Roca y la Basílica del Santo Sepulcro de Jerusalén. Los Templarios, que tuvieron su sede en Tierra Santa en la Mezquita de la Roca, construyeron sus iglesias de Zaragoza (calle del Temple), París (Francia) y Tomar (Portugal) utilizando este tipo de edificación, lo mismo que hizo la Orden del Santo Sepulcro en Torres del Río en Navarra (España).
El muro exterior es de sillería, y en él se abren pequeñas ventanas saeteras de medio punto que dan luz al templo. Como única ornamentación de la fachada posee unas molduras que recorren los lienzos. En las aristas se ubican contrafuertes que refuerzan la estructura. Hay dos habitáculos a los que unicamentes se puede acceder desde el exterior mediante escaleras de mano cuya función se desconoce.  

### Elementos arquitectónicos
Puertas

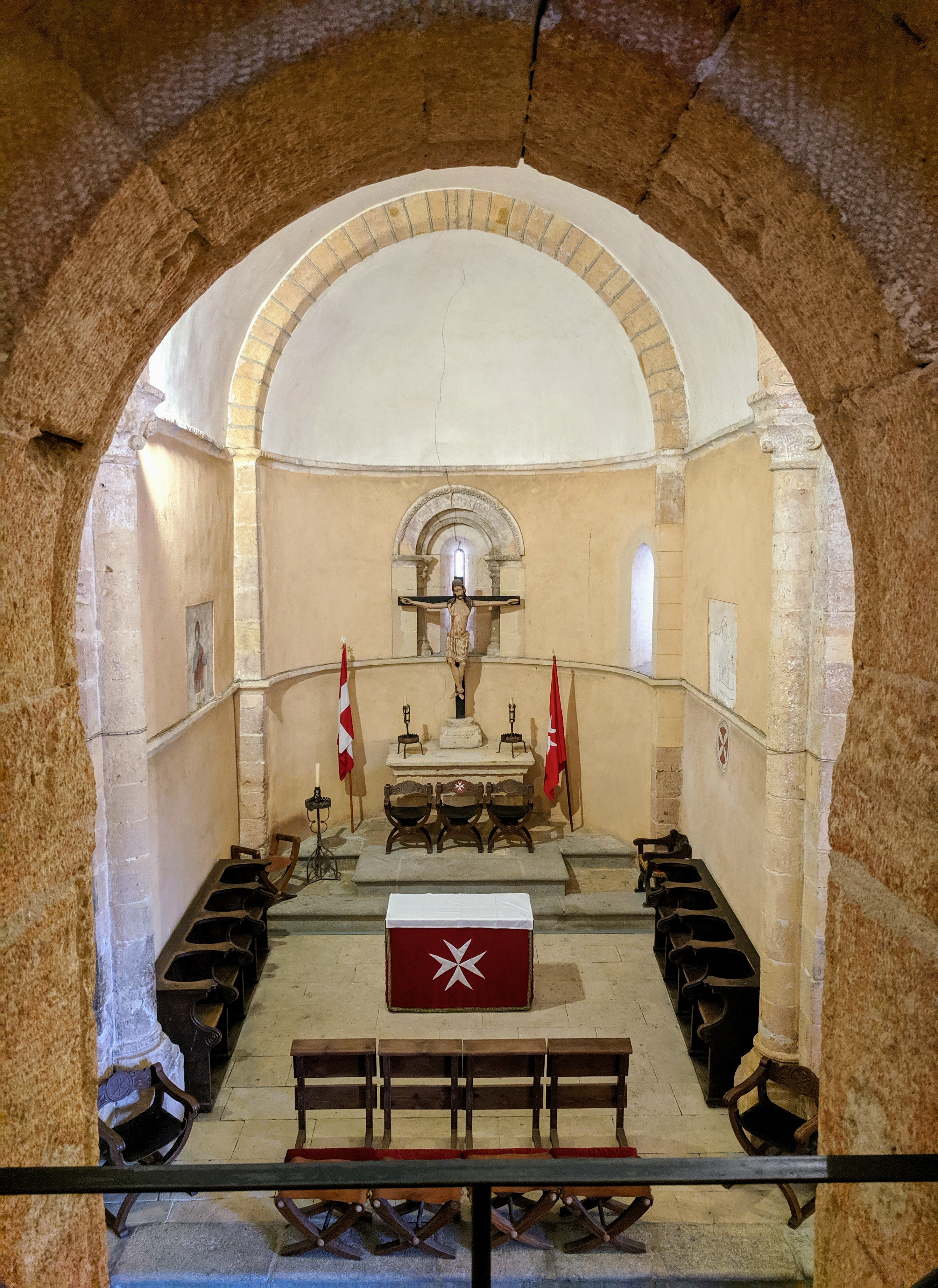
Vista del altar desde la cámara superior del edículo central

Hay dos puertas de acceso al templo, la principal en la fachada oeste, que coincide con el eje del ábside central, tiene un vano adintelado con un tímpano liso y cuatro arquivoltas decoradas con dientes de sierra. A cada lado, tres columnas poseen capiteles esculpidos que muestran aves, lucha de guerreros, bustos humanos, demonios y sirenas-pájaro. Sobre un tejado con canecillos se halla una ventana.
La puerta lateral de la fachada sur, se halla frente al lugar donde se ubica la lápida de dedicación del templo. Está conformada por un arco de medio punto y carece de tímpano. Tiene sobre ella, en la parte exterior, un relieve en el que se representan las Santas Mujeres y el Ángel al pie del sepulcro vacío de Jesucristo. Las arquivoltas están sin ornamentar y los capiteles están decorados con motivos vegetales, con alguna figura de bustos humanos y pájaros-sirenas.
Torre
La torre es de planta cuadrada con tejado a cuatro aguas. Tiene cuatro cuerpos y el último, en donde se alojan las campanas, posee dos ventanas en cada lado con arco de medio punto. En la base se refuerza con contrafuertes.
Capilla de Lignum Crucis
Situada en los bajos de la torre, en ella se veneró una reliquia de la Cruz. Hay una hornacina del siglo XVI tallada en piedra con los escudos de uno de los Comendadores de la Orden del Santo Sepulcro. La reliquia de la cruz se encuentra en la iglesia parroquial de Zamarramala, a donde fue trasladada después de sufrir varios intentos de robo.
Ábsides
- En el ábside central se halla una imagen de Jesús crucificado del siglo XIII colocada en ese lugar en la reforma de 1951. La imagen fue adquirida a un anticuario.[2]

- En el ábside izquierdo se ubica la capilla del sagrario en donde se halla una copia de la imagen de San Juan Bautista, patrono de la Orden de Malta, cuyo original está en la sede de esta orden en Madrid.
- En el ábside derecho se halla la imagen románica de la Virgen de la Paz.

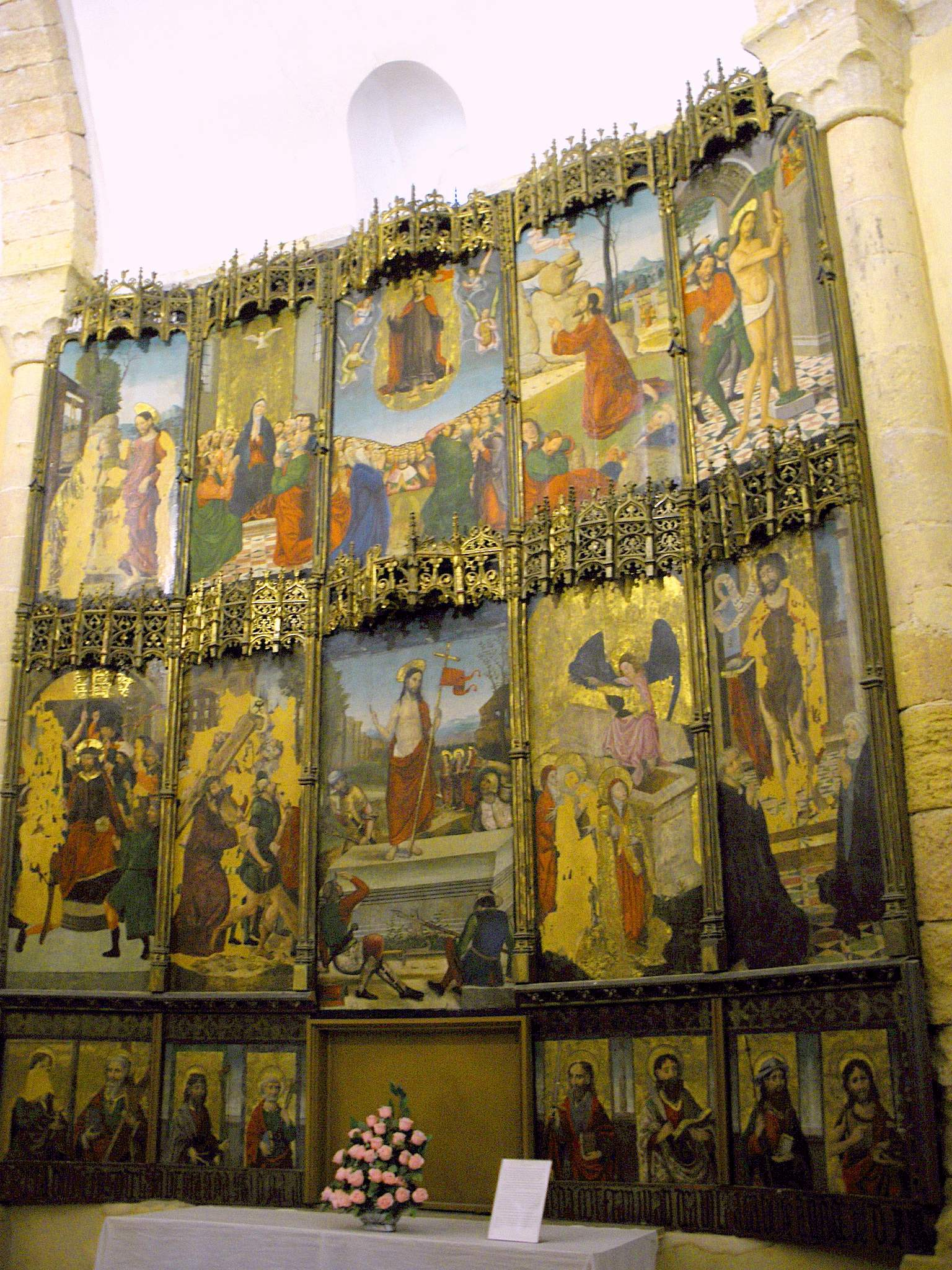
Retablo de la Resurrección
Situado en una de las paredes de la nave circular es el retablo que adornó el ábside central. Data de 1516, de la escuela castellana con escenas de la vida de Cristo.
Edículo
El edículo es un pequeño templete de dos plantas situado en el centro de la iglesia. Se accede por una escalera doble bajo la cual se abre el acceso al piso inferior, enfrentado con la puerta principal. La segunda planta está coronada por una cúpula califal y en el centro se ubica un altar con decoración mudéjar. El piso inferior, con cuatro accesos de arcos apuntados, orientados con los puntos cardinales, posee una bóveda de crucería.
Se desconocen los usos que se daban a estas salas. Se estima que en la superior se realizaba la vela de armas antes de los cruzamientos de los caballeros y en la inferior se realizaban actos penitenciales. En la actualidad en la planta superior se escenifican los ritos religiosos de los Caballeros de la Orden de Malta.
Banderas de la Orden de Malta

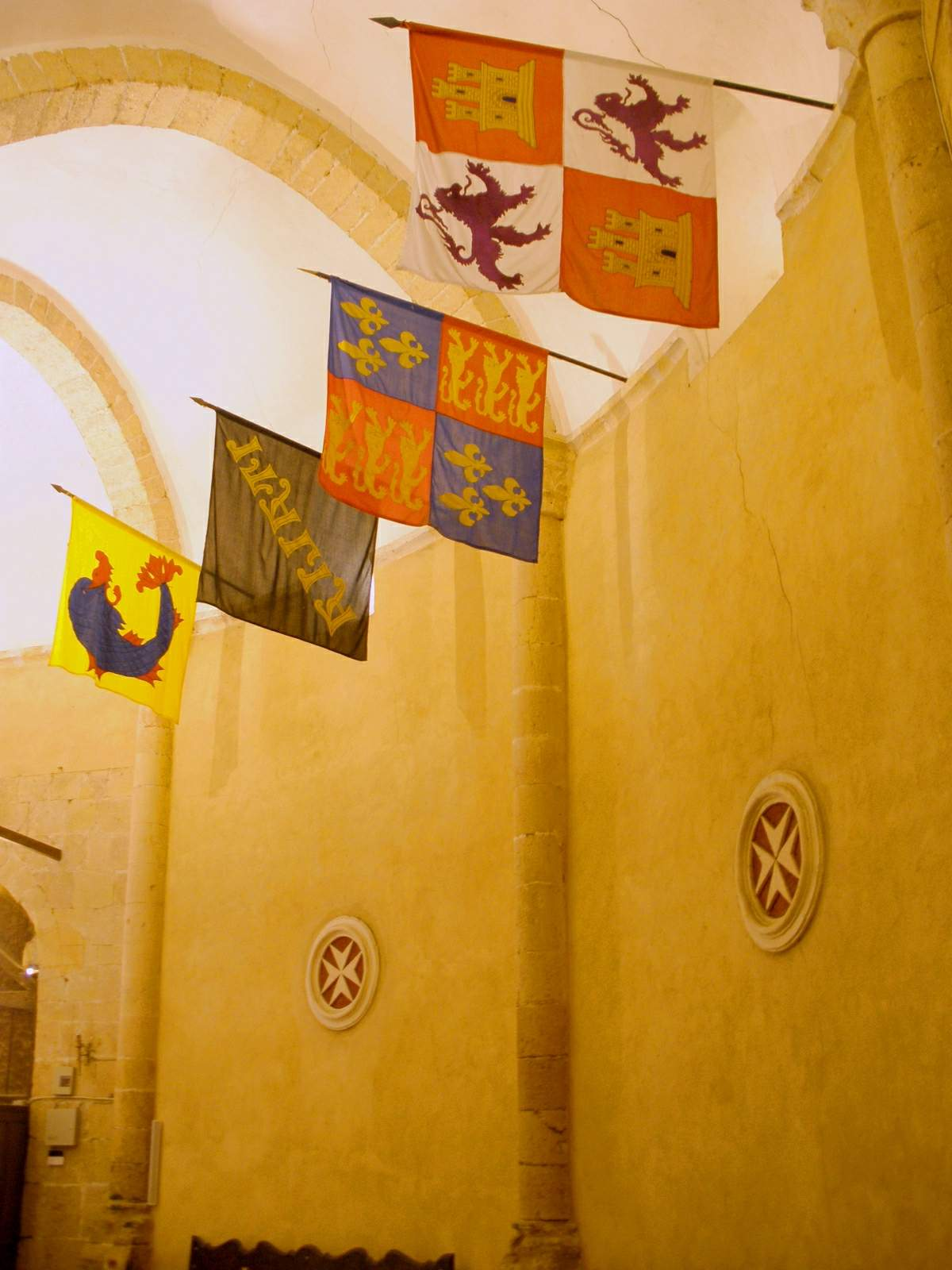
Banderas

A lo largo de toda la nave se sitúan las banderas de la Orden de Malta que hacen referencia a las lenguas en la que se divide. Estas son:
- Orden y religión de San Juan de Malta.
- Lengua del Delfinado y de Auvernia.
- Lengua de Italia.
- Lengua de Castilla y León.
- Lengua de Alemania.
- Lengua de Aragón y Navarra.
- Lengua de Francia.
- Lengua de Provenza.
- Escudo de la Soberana Orden Militar de Malta.

En los muros de la nave perduran restos de la antigua decoración mural así como dos hornacinas, una con el icono de la patrona de la Orden de Malta, Nuestra Señora de Philermo y otra con el icono del patrón, San Juan Bautista.

## Simbolismos y leyendas
La iglesia de la Vera Cruz es un lugar de fuerte simbología. La mera vinculación del edificio a la Orden Templaria crea una disposición espacial  a la leyenda. La forma dodecagonal  lo vincula con el Santo Sepulcro de Jerusalén y se le buscan similitudes con la Cúpula de la Roca, supuesto templo de Salomón, en Tierra Santa.
La planta dodecagonal vincula el templo al número 12 que tiene un amplio simbolismo en la tradición judeocristiana.  El 12 hace referencia a los 12 apóstoles, las 12 Tribus de Israel, las 12 puertas de la Jerusalén, a los 12 signos del Zodíaco y los 12 meses del año.
Leyendas
Una creencia popular afirma que bajo el suelo de la iglesia hay enterrado, junto a los caballeros templarios, una acumulación de las riquezas que estos trajeron y que guardan y protegen. Cualquier intento de profanación es respondido con rayos fulminantes que emanan de los cadáveres que allí reposan.
Otra leyenda hace referencia a la ausencia de grajos en los alrededores del edificio. La creencia cuenta que poco después de la inauguración del templo murió un caballero templario que estaban en él. En su vela, en un descuido de los demás hermanos, que lo dejaron solo, fue atacado por los grajos que dañaron el cuerpo. El prior maldijo a estas aves impidiendoles entrar o acercarse a la iglesia. Desde entonces nadie ha vuelto a ver grajos en la Vera Cruz.

## Celebraciones
Los Caballeros de la Orden de Malta celebran en esta iglesia sus actos religiosos. Son de destacar los actos de Viernes Santo, en especial la procesión del Cristo Yacente y del Lignum Crucis en la que los Caballeros de la Orden de Malta desfilan con negros hábitos de coro.